# George Macartney
George Macartney, I conte Macartney, (Loughguile, 14 maggio 1737 – Chiswick, 31 maggio 1806) è stato un politico, diplomatico e amministratore coloniale britannico durante il regno di Giorgio III d'Inghilterra.

## Biografia

### Gli inizi
Discendente da un'antica famiglia scozzese, Macartney nacque nel 1737 a Loughguile, Irlanda. Dopo aver frequentato il Trinity College di Dublino e la Temple School di Londra, iniziò la sua carriera con la nomina a inviato speciale in Russia nel 1764, dove negoziò un'alleanza tra i due stati con la zarina Caterina II.
Dopo aver ottenuto il titolo di Pari nonché un seggio nella Camera dei Lord, nel 1775 divenne Governatore di Grenada e nel 1780 di Madras. Nel 1786 rifiutò la nomina a Governatore generale dell'India e fece invece ritorno in Inghilterra.

### La missione in Cina[1]
Nel 1792 Macartney fu posto da re Giorgio III a capo della prima missione commerciale britannica in Cina, chiamata in seguito Ambasciata Macartney. La missione doveva preparare l'apertura di relazioni commerciali bilaterali tra l'impero britannico e quello cinese, in un periodo in cui la Cina aveva ridotto al minimo il commercio con i paesi stranieri. In realtà, in quell'epoca tra i Cinesi era assai diffusa la convinzione dell'assoluta superiorità del loro impero rispetto alle altre nazioni (considerate tutte "barbare") e vi era quindi uno scarso interesse ad aprirsi a scambi commerciali e culturali. Ad esempio, prima che il suo vascello raggiungesse il Mar Giallo, Macartney fu costretto ad inalberare una bandiera con la scritta "Contribuente dall'Inghilterra". Secondo i Cinesi, infatti, i regali che la corona inglese portava in dono all'imperatore del celeste impero non erano altro che le tasse dovute dal visitatore, un segno di ubbidienza del sovrano straniero.
L'udienza tra Macartney e l'imperatore Qianlong fu fissata per il 14 settembre 1793. In questa cerimonia, la corte chiese che l'ambasciatore inglese si inginocchiasse per tre volte e che per tre volte chinasse la testa fino a toccare il suolo, il gesto simbolico per chi si trovava davanti a una divinità, quale era considerato appunto l'imperatore della Cina.
Macartney non volle eseguire la cerimonia e intavolò un negoziato, dichiarandosi disposto a eseguire il rituale solamente se un dignitario di corte di rango pari al suo avesse eseguito la stessa cerimonia davanti a un ritratto del re Giorgio III o, in alternativa, a rendere all'imperatore Qianlong lo stesso omaggio che i Britannici rendevano al loro re (ossia inchinarsi una sola volta su un ginocchio).
Lo scalpore suscitato dal suo rifiuto e, soprattutto, la decisione di Qianlong di non avviare scambi con l'impero britannico, fecero sì che poco dopo Macartney e il suo seguito venissero quasi cacciati dalla Cina, tornando in Inghilterra a mani vuote.
L'ambasciata Macartney svolse un ruolo cruciale nelle relazioni culturali tra Europa e Cina anche per il grande numero di pubblicazioni che nacquero da quell'esperienza, tra cui la relazione di Sir George Leonard Staunton apparsa nel 1797 e l'importante resoconto di viaggio pubblicato da John Barrow nel 1804.

### Gli ultimi anni
Nel 1796, al ritorno da una missione segreta in Italia, Macartney fu elevato al rango di barone e nello stesso anno venne nominato Governatore della regione da poco acquistata chiamata "Capo di Buona Speranza".
Nel 1798 problemi di salute lo costrinsero al ritiro; Lord Macartney morì nel 1806 a Chiswick, nel Middlesex.